# Gunnar Aronsson
Gunnar Torbjörn Aronsson, född 22 november 1943 i Bäcke församling i dåvarande Älvsborgs län, är en svensk professor emeritus i arbets- och organisationspsykologi.

## Biografi
Aronsson är född och uppväxt i ett småbrukarhem i Nössemarks socken vid svensk-norska gränsen i Dalsland. Efter avslutad folkskola arbetade han i skogen och vid sågverk. 1965 påbörjade han vuxenstudier med studentexamen 1968 och en fil. kand.-examen 1970 vid Stockholms universitet med psykologi som huvudämne. Han tog psykologexamen 1974 och blev filosofie doktor 1985 med en avhandling där två av fem artiklar berörde sågverksarbetares arbetsvillkor. Aronsson hade professor Bertil Gardell och professor Gunn Johansson som handledare. Han blev docent i psykologi 1987.

### Anställningar
Från 1974 till 1983 arbetade Aronsson som forskningsassistent och doktorand vid Psykologiska institutionen. Från och med 1983 var Aronsson verksam vid Arbetarskyddsstyrelsens forskningsavdelning, som omvandlades till Arbetsmiljöinstitutet, och 1995 till Arbetslivsinstitutet. 1985–1987 tjänstgjorde han som vikarie för professor Bertil Gardell vid Psykologiska institutionen. 1990 utnämndes han av regeringen till professor i arbets- och organisationspsykologi vid Arbetsmiljöinstitutet. Efter nedläggningen av Arbetslivsinstitutet 2007 blev han gästprofessor vid Psykologiska institutionen, Stockholms universitet och från och med 2013 är han verksam där som professor emeritus. Han har varit gästprofessor vid Karlstads universitet 2000–2001 och seniorprofessor i Public Health vid Högskolan Väst 2016–2018. Han har även varit verksam i flera forskningssamarbeten vid Karolinska Institutet kring arbetsvillkor, sjukfrånvaro och sjuknärvaro.

### Forskningsområden och forskning
Aronssons forskningsområde är arbetslivsrelaterad stress, hälsa och ohälsa utifrån strukturella aspekter som typ av produktionsteknik och typ av arbete, inflytande, särskilt kontroll i sitt arbete och över sitt arbete, position på arbetsmarknaden. Forskningen har vanligtvis varit tvärvetenskaplig och innefattat såväl arbetsvillkorsdata som hälso- och ohälsodata, sjuknärvaro- och sjukfrånvarodata samt psykofysiologiska data. I Aronssons doktorsavhandling "Arbetsinnehåll - handlingsutrymme – stressreaktioner - Teorier och fältstudier" utvecklades ett kontroll- och resurs-belastningsperspektiv, som därefter kommit att utgöra en bred referensram för tvärvetenskapligt inriktade studier av många yrkes- och personalgrupper: sågverksarbete, bussförare i lokaltrafik, hemtjänstpersonal, så kallat bildskärmsarbete, distansarbete, socialt arbete, vårdpersonal, lärare och skolledare med flera akademikergrupper. Utifrån den referensramen med inflytande, resurser, kontroll i och över arbetet  har Aronsson lett eller deltagit studier i många studier kring stressreaktioner, återhämtning, sjukfrånvaro, sjuknärvaro, tidsbegränsade anställningsformer, arbetsplats- och yrkesinlåsning. Forskningen har vanligen genomförts i samarbete med lokala referensgrupper och lokalt anpassade material har utarbetats.
Den forskning som fått största internationella genomslaget handlar om sjuknärvaro som innebär att sjukfrånvaro ersätts med sjuknärvaro, det vill säga beteendet att  gå till arbetet och arbeta trots att man upplever sig vara sjuk. Aronsson benämnde fenomenet sjuknärvaro och har lett eller deltagit i många projekt kring sjuknärvaro. I den första studien av sjuknärvaro som publicerades 2000 och var en av de första vetenskapligt publicerade studierna inom området i världen undersöktes förekomst av determinanter för och konsekvenser av sjuknärvaro, och i en andra studie utvecklades en modell för studier av sjuknärvaro. Efterföljande longitudinella studier visar att sjuknärvaro predicerar ökad risk för framtida ohälsa och framtida sjukfrånvaro. Positiva och negativa determinanter för sjuknärvaro har identifierats och analyserats. I en studie visades det komplexa samspelet mellan hälsa och motivation som mediatorer för samband mellan krav, kontroll, och stöd gentemot sjukfrånvaro och sjuknärvaro. I ett forskningssamarbete med Högskolan i Lillehammer där sjuknärvaro i Sverige och Norge jämfördes framkom olika mönster både ifråga om motiv och konsekvenser.
Ett andra forskningsområde har varit datateknikens innebörd för arbetsvillkor och hälsa och för förhållandet mellan privatliv och arbetsliv. I de tidiga studierna låg fokus på kvalifikationskrav i datorförmedlat arbete och på jämförelser av stressreaktioner och återhämtning i olika typer av datoriserat arbete med syftet att identifiera datateknikens vinnare och förlorare. Både enkätdata  och hormondata (adrenalin) användes och kombinerades. I fortsatta studier av digitaliseringen i arbetslivet  har fokus förskjutits mot hur tekniken upplöser eller förtunnar arbetets tids- och rumsgränser och hur arbetande utformar olika strategier för att hantera den förändrade genomträngligheten och skapa balans i livet. År 2022 publicerade Aronsson tillsammans med Ulf Lundberg en kunskapssammanställning av den internationella forskningen om distansarbete med avseende på stress, balans i livet samt självskattad produktivitet före och under Covid-19-pandemin. 
Kontroll i arbetssituationen handlar om arbetsorganisatoriska aspekter medan kontroll över sitt arbetsliv är relaterat till formell och upplevd position på arbetsmarknaden. En form av låg kontroll är relaterad till osäkerheten i tidsbegränsade anställningar. Studierna av kontroll över sitt arbetsliv är huvudsakligen baserade på stora representativa urval. För studierna av tidsbegränsade anställningar utvecklade Aronsson en centrum-periferi modell, som differentierade mellan olika typer av tidsbegränsade anställningar med avseende på hälsa, förutsägbarhet, kvalifikationskrav och andra aspekter. En annan form av låg kontroll är vad Aronsson benämnde "inlåsning" som definieras som att uppleva sig vara i ett icke önskvärt yrke eller på en för framtiden icke-önskvärd arbetsplats. De visar bland annat att dubbel inlåsning (icke önskvärt yrke - icke önskvärd arbetsplats) är långt vanligare i arbetaryrken än i akademiska yrken. På populationsnivå är ohälsoeffekterna av inlåsning därför störst i arbetarklassyrken men ökad risk för ohälsa finns även för enskilda långtidsutbildade i tillsvidareanställningar. 

### Forskningsöversikter
Aronsson har i samarbete med kollegor genomför ett antal översikter och kunskapssammanställningar av det internationella vetenskapliga kunskapsläget inom sina forskningsområden. Det gäller tidsbegränsade anställningar och hälsa, arbetsmiljö och utbrändhet, arbetsmiljö och depression, hälsa, balans i livet samt effektivitet i distansarbete,  interventioner för återgång i arbete efter sjukskrivning.

### Expertuppdrag
Aronsson har haft flera expertuppdrag i forskarsamhället och förordnanden inom statliga utredningar, och varit ledamot i flera vetenskapliga råd inom svenska forskarsamhället och internationellt.
- Ledamot i prioriteringskommittén ”Arbetsmarknadens förändring och reglering” Rådet för arbetslivsforskning (RALF) 1995–1997.
- Ledamot i VINNOVAS prioriteringskommitté för Arbetslivsforskning 2003.
- Ledamot i Handelns forskningsråds vetenskapliga råd (2007–2017).
- Ledamot i Vetenskapliga Rådet REHSAM (Rehabilitering och samordning) 2009–2012, 2015.
- Medlem i SBU:s expertgrupp 2011–2014, som utarbetade kunskapssammanställningen ”Arbetsmiljöns betydelse för symtom på depression och utmattningssyndrom. En systematisk litteraturöversikt”.[34]
- Ledamot av programstyrelsen för Arbeidslivsprogrammet inom Norges forskningsråd mellan 2004 och 2009 och hade under den perioden och senare flera andra uppdrag inom Norges forskningsråd.

Aronsson har haft flera expertuppdrag inom statliga utredningar inom arbetsmiljöområdet.
- Sekreterare i arbetsorganisationsgruppen (ordf. Göran Johnsson) inom regeringens Arbetsmiljökommission 1989–1990. Delförfattare i kommissionens betänkande Arbete och hälsa SOU 1990:49, bilagedel B.
- Tillsammans med Gunn Johansson författare till Kapitel 16 "Produktivitet och effektivitet ur psykologiskt och socialt perspektiv" i Expertrapport nr 5 till Produktivitetsdelegationen, 1991.[35]
- Expert i Näringsdepartementets arbetsgrupp 2000–2001 för analys av den starka ökningen av arbetsbetingad ohälsa (ordf. Mona Sahlin, Ds 2001:28).
- Ledamot av expertgrupp inom Socialdepartementets utredning "Handlingsplan för ökad hälsa i arbetslivet" (ordf Jan Rydh). Aronsson och medförfattare skrev kapitlet "Vilja och villkor för återgång i arbete – en studie av långtidssjukskrivnas situation".[36]
- Aronsson var ledamot i svenska Regeringens Arbetsmiljöråd åren 2004 till 2006, som leddes av arbetslivsminister Hans Carlsson.[37]